# 扇崎流
扇崎流 (せんざきりゅう）は、日本舞踊の流派のひとつである。神崎流の流れを組む地唄舞の流派であり、東京を拠点とし初代秀薗の出身地である愛媛県にも地盤を有する。

## 概要
2代目市川猿之助や坂東三津之丞、地唄舞神崎流の神崎ひでらに師事した神崎秀薗が独立し、初代扇崎秀薗として1962年に創流した。1995年に初代秀薗が没した後、歌舞伎俳優だった長男の藤田伊昭が中村歌右衛門の薦めで1996年に家元を継ぎ、2代目秀薗を襲名した。